# Statue-menhir d'Anglas
Pour les articles homonymes, voir Anglas.
La statue-menhir d'Anglas (ou Anglars) est une statue-menhir appartenant au groupe rouergat découverte à Anglas, commune de La Serre, dans le département de l'Aveyron en France.

## Généralités
La statue a été taillée dans une dalle de grès permien. Elle était située sur une ligne de crête reliant la vallée du Dourdou à la basse vallée du Rance.

## Description
La statue originale est perdue. Cette statue-menhir n'est connue que par la description qu'en a donné l'abbéFrédéric Hermet en 1903 et un cliché photographique qu'il a réalisé de sa face antérieure. On ignore si la face postérieure de la statue comportait des gravures/sculptures. Une copie a été dressée sur site à proximité du hameau où elle fut découverte. C'est une statue-féminine. Elle comporte un visage (yeux, nez), des seins, des bras (le droit est beaucoup plus court que le gauche), des mains et des jambes disjointes avec pieds. Elle porte un collier à trois rangs avec une pendeloque triangulaire en sautoir et une ceinture.
| Hauteur | Longueur max. | Épaisseur max |
| ------- | ------------- | ------------- |
| 1 m     | 0,55 m        | 0,13 m        |